# Bruce Gordon
Bruce Gordon foi um ator e diretor nascido na África do Sul e radicado ao cinema britânico e estadunidense da era do cinema mudo, que atuou em 75 filmes entre 1918 e 1946.

## Biografia
Gordon nasceu em  Joanesburgo, África do Sul,[carece de fontes?] e mudou-se para o Reino Unido para estudar medicina na London University, incentivado por seu pai.  Chegou a estudar um ano de medicina, mas o interesse pela atuação foi maior. Atuou inicialmente pela Progress, no Reino Unido, e o primeiro filme em que atuou foi Democracy, em 1918.[carece de fontes?] Ainda pela Progress atuou em All Men Are Liars (1919) e After Many Days (1919). Atuou e dirigiu o filme The First Men in the Moon (1919), pela Gaumont British Picture Corporation. Atuou em algumas produções britânicas e holandesas, como Fate's Plaything (1920).[carece de fontes?]
Já no cinema estadunidense, em 1920, foi descoberto por James Stuart Blackton e atuou em The House of the Tolling Bell e The Forbidden Valley, ambos pela J. Stuart Blackton Pictures, sob direção de Blackton. Atuou em vários curta-metragens e seriados, tais como  The Timber Queen (1922), Ruth of the Range (1923), dois Seriados de Ruth Roland, e The Fortieth Door (1924), pela Pathé.[carece de fontes?] Durante as filmagens de Ruth of Range, Bruce teve problemas, pois a atriz Ruth Roland se tornou cada vez mais imperiosa no set, tentando sem sucesso afastá-lo das filmagens, numa produção completamente conturbada, durante a qual ela também recusou toda a comunicação com o diretor W. S. Van Dyke a menos que absolutamente necessário.
Gordon continuou atuando ao longo dos anos 1920, em filmes como Pals in Paradise (1926), em westerns como Man of the Forest, ao lado de Jack Holt, em seriados, como Isle of Sunken Gold (1927), entre outros. Escreveu o roteiro do filme The Catechist of Kil-Arni, de 1923. Voltou a atuar no cinema britânico, em filmes como The Lady from the Sea (1929), The Mystery of the Marie Celeste (1935), Elephant Boy (1937), e seu último filme, no Reino Unido, foi Night Boat to Dublin, em 1946.[carece de fontes?]

## Filmografia parcial
- Democracy (1918)
- After Many Days (1919)
- The First Men in the Moon (1919)
- Fate's Plaything (1920)
- The House of the Tolling Bell (1920)
- The Forbidden Valley (1920)
- A Private Scandal (1921)
- The Timber Queen (1922)
- Ruth of the Range (1923 serial)
- The Judgment of the Storm (1924)
- The Fortieth Door (1924)
- Midnight Molly (1925)
- Smooth as Satin (1925)
- The Vanishing American (1925)[7]
- Three of a Kind (1925)
- Pals in Paradise (1926)
- Blazing Days (1927)
- Isle of Sunken Gold (1927)
- The Tiger's Shadow (1928)
- The Fire Detective (1929)
- The Lady from the Sea (1929)
- The Mystery of the Marie Celeste (1935)[8]
- Elephant Boy (1937)
- Song of the Forge (1937)
- Night Boat to Dublin (1946)